# Habronattus huastecanus
Habronattus huastecanus är en spindelart som beskrevs av Griswold 1987. Habronattus huastecanus ingår i släktet Habronattus och familjen hoppspindlar. Inga underarter finns listade i Catalogue of Life.